# Bogovec Jernej
Bogovec Jernej je zgodovinski roman Ivana Preglja, ki je v celoti prvič izšel v Domu in svetu leta 1923. Sledil je ponatis v Izbranih spisih II leta 1928, leta 1964 pa je izšel v Izbranih delih Ivana Preglja (tretja knjiga). Termin bogovec pomeni protestantski duhovnik. V romanu je uporabljena zgodovinska snov, katero tvori zgodba o doživetjih zgodovinskih osebah (Jernej Knafelj, Dachs, baron Nikolaj) in izmišljenih osebah (Mreta, Juta). Zgodba je postavljena v konkretni čas in prostor, ki sta določena z realnim zgodovinskim časom in slovenskim in srednjeevropskim prostorom. Gre za konec protestantizma na Slovenskem.

## Pobude za nastanek dela
Slovstvena pobuda so mu bili Luteranci Antona Kodra (Kres 1882). Nasproti Kodru, ki v svoji povesti posega v začetke protestantizma na Slovenskem, se je Pregelj poglobil v njegov konec in prikazal duh časa, notranjost ljudi, zlasti pa je hotel upodobiti tragiko umirajočega novoverstva in njegovih zadnjih vernikov. Pisatelj je o namenu svojega dela povedal, da je hotel pokazati "kako umre zadnje protestantstvo v katoliškem slovenskem življu." Roman je v tem oziru ne samo zgodovinsko duševna študija, temveč tudi izraz neke piščeve miselnosti. Avtor še dodaja: "Ustaljena slovenska katoliška verna duša ne prenese tujega duha." V zgodbi je tako hotel prikazati različnost katoliških in protestantskih naukov. Delo pa je predvsem izraz pisateljeve notranje prizadetosti in ta prizadetost se dobro čuti v posameznih dogodkih.

## Povzetek zgodbe
Zgodba pripoveduje o propadu zadnjega predikanta (protestantskega pridigarja) na Slovenskem. Bogovcu Jerneju protestantizem ne prepoveduje uživanja spolnosti, zato je lahko imel celo svojo družino, ki je že razpadla. Ker Jernej noče ostati osamljen, se predaja novim ljubezenskim načrtom, vendar ne more uresničiti svojih želja zaradi bolezni, ki jo pospešuje njegov zunanji, oblastniški poraz, predvsem pa njegove zasebne moralne norme. Po smrti žene Agnes se ambivalentno naveže na baronico Judito (v gradu njenega moža je našel začasno pribežališče pred vedno bolj napadalnimi katoliki), po njeni zavrnitvi in odselitvi v katoliški Kranj (kar pomeni tudi njen dokončen in odkrit prestop h katolicizmu), se zaljubi v Juto. Toda tudi tokrat se mu njegove želje ne izpolnijo, saj naredi dekle samomor ob mrtvem bratu, s katerim je živela v incestnim razmerju. Po vseh teh poskusih ostane Jerneju dosegljiva samo dekla konjskih hlapcev – Mreta, vendar se ji odpove v imenu moralnih norm, na katere ne prisega samo on, temveč vse osebe iz njegove okolice, čeprav postajajo Jerneju vedno bolj tuje, ker sprejemajo katolicizem.
Vzporedno se krči prostor, ki mu je Jernej prvotno vladal kot verski oblastnik: zapustiti je moral Kranj in pribežati v grad Brdo. Od tedaj pa gre vse samo še navzdol. Na porodu skupaj z otrokom umre njegova posiljena hči Gertruda. Vanjo je bil zaljubljen Erazem Wassermann, ki Jerneja spremlja in ga varuje, za Erazmom pa gleda Snedčeva Agata, vendar se Erazem ne zmeni za njo. Prinesejo mu novico, da mu je v Gradcu umrl sin Luka, pred tem pa je sprejel katoliško vero. Jernej se zato razočaran vdaja pijači. Ko gre v gorsko vas Kokro spovedat ranjenega lovca, z neprevidnimi besedami spravi v smrt njega in njegovo sestro in priležnico Juto. Na božični večer v jezi nad katoličani podre razpelo otročnic – skrunitev po pomoti plača s smrtjo vaški bebček. Jernej zboli, Erazem in Agata ga stražita in negujeta. Erazma vojaki škofa Tomaža Hrena ubijejo, žalujočo Agato ob njegovem truplu pa raztrgajo sestradani volkovi. Jerneja najdejo preganjalci mrtvega v koči revne vlačuge Mrete, ki jo je pred dnevi spreobrnil v luteranko.

## Zgradba
Roman je sestavljen iz treh delov: prologa, osrednjega dela in epiloga. Prolog in epilog tvorita okvir književnega dela. Prolog je vzorec celotne zgradbe romana, epilog pa idejni povzetek. 
Prolog: V prologu je strnjen skoraj dve stoletji dolg preddogajalni čas, ki ni prikazan zaporedno, pač pa so vsi dogodki postavljeni na isto časovno ravnino, kar oblikuje iluzijo ustavljenega časa. Prvi del prologa je podoba sveta v pričakovanju konca, kar ustvari s prikazom nebesnih in zemeljskih znamenj ter opisov življenjskih usod posameznih bogovcev in vidcev. Skrajno točko doseže tik pred napovedanim koncem. Tu se čas ustavi. V mitološko oblikovanem ekspresionističnem modelu sveta pa ustavljeni čas preneha biti iluzija in odraža posebni način človekovega doživljanja časa tik pred katastrofo. Drugi del pa je uvod v zgodbo o Jerneju Knafliju.
Osrednji del: Osrednji del je podan kot pripovedovalčevo poročanje o nekem dogajanju. Gre za poročani govor, ki ga lahko razdelimo na pripovedovalčevo pripovedovanje in komentiranje ter na delež književnih oseb. Dogajanje je omejeno na minimum. Zunanjega dogajanja skoraj ni. Pokaže se le v ključnih dogodkih, kot je srečanje bogovca in cerkovnika v stolpu Kranjske cerkve ali Jernejeva pot v Kranj ali prizor, ko učitelj odkrije mrtvega bogovca. Vse ostalo dogajanje pa je zgoščeno v človekovo notranjost.
Epilog: Epilog je prav tako kot prolog sestavljen iz dveh delov, le da je njun vrstni red zamenjan. Prvi del je epilog zgodbe o Jerneju Knafliju, drugi del pa je paraboličen prikaz zunanje in notranje resničnosti. Epilog nam potrdi, da bogovčeva smrt ni bila ne tragična ne junaška, pač pa je bogovec moralni zmagovalec. Dosegel je to, kar je hotel: pomirjanje s samim sabo.

## Karakteristika oseb
Pri analizi oseb zasledimo prisotnost baročnih značilnosti. Osebe ne označujejo le same sebe, ampak tudi neke druge osebe. V romanu vse tri moške osebe odsevajo druga drugo. Erazem je idealizirana podoba mladega bogovca. Dachs pa ga dopolnjuje v sedanjosti, v dejanjih, ki jih bogovec ne upa ali ne zna narediti. V nasprotje pisatelj Erazmu postavi brata Adama, Dachsu pa njunega očeta. Enako je pri ženskah. Ker glavnega ženskega lika ni, je na njegovo mesto postavljena bogovčeva »duhovina« Agneza. Njena osebnost je dopolnjena v štirih živečih ženskah: Agati, Juti, Juditi in Mreti. Hermina Jug-Kranjec pa je tu naredila še eno povezavo. Pravi, da za vse te osebe najdemo prefiguracijo v osebah Stare in Nove zaveze. Tako Adam predstavlja Kajna, Erazem Abela, Dachs Janeza in Wassermann Judeža. Bogovec je prefiguracija za Kristusa, vse pa odsevajo Adama. Pri ženskih likih pa sta Agata in Judita prefiguraciji Mariji v Novi zavezi, Juta in Mreta pa za Marijo in Magdaleno. Vse štiri pa odsevajo Evo iz Stare zaveze.

## Dogajalni čas in dogajalni prostor
Zunanje dogajanje je postavljeno v čas slovenskega protestantizma, ko so konec leta 1600 začele delovati protireformacijske komisije, ki jih je na Kranjskem vodil Tomaž Hren. 
Čas je omejen na približno tri mesece. Zajema čas od pozne jeseni 1600 do zgodnje pomladi 1601. Ta čas omejujeta dva dogodka. Prvi je jezuitska predstava igre o Savlu in Davidu, posvečena škofu Hrenu. Ta del tudi simbolično napove dokončni propad protestantizma.
Drugi dogodek, ki omejuje čas, je prihod komisije s škofom Hrenom na čelu, februarja 1601. Notranje dogajanje je izsek iz letnega in dnevnega časa ter iz zgodovinskega in bogovčevega časa. V osrednjem delu romana je zgodovinski čas določen s preganjanjem protestantskega gibanja. Bogovčev čas je njegov zadnji del življenja in smrt. Roman se dogaja v pozni jeseni in zgodnji pomladi, vsi dogodki se zgodijo ob večeru, skozi noč in se končajo v zgodnjem jutru. Za označitev tega časa je Pregelj uporabil tudi terminologijo cerkvenega koledarja.
Dogajalni prostor je v romanu natančno določen. Zgodba se večinoma dogaja v Brdu. Nekaj dogodkov se je zgodilo v Kranju oz. na poti med Kranjem in Brdom.
Ekspresionistično predstavo notranjega prostora oblikuje mesto s senco gore, polje s križem in gazjo ter gozd z ribnikom, drevesi vislicami in potjo, prekrito s koreninami. To predstavlja t. i. odprti svet. Nasproti temu stoji t. i. zaprti svet, ki je predstavljen z gradom, z njegovimi sobami, hodniki in kapelo.

## Snov in motivi
Snov je pisatelj poiskal v tisti krajevni zgodovini, ki jo omenja že v svoji rapsodiji Kako je na Gorenjskem. Morda je pri študiju dobe šel gledat v Valvasorja in Dimitza, neposredno je zajemal iz zgodovinskih drobcev Antona Koblarja: Luterani v Kranju in pa iz Letopisa mesta Kranjskega, ki ga je objavil Janez Parapat v Letopisu Slov. matice 1870 in v njih našel oporo za svojo zgodbo. Zunajliterarna zgodovinska snov je problematika propada slovenskega protestantizma. Vanjo je vključil pisatelj še snov Svetega pisma, ki jo je paraboliziral in jo vpletel v zgodbo o Jerneju Knafliju.
Nekatere motive je Pregelj izbral iz Stare in Nove zaveze Svetega pisma. Tako se pojavijo motivi: motiv katastrofe kot božje kazni, motiv krvoskrunstva (Juta in Logar) in motiv krizamnika. V besedilu najdemo motiv človeka kot jezne živali, ki preraste v simbol prispodobe človekove duhovne in telesne nesvobode. Nato se pojavi motiv smrti, ki se kaže kot smrt na porodu, kot utopitev, kot le zgolj smrt človeka ali kot smrt vere. Pojavijo se še motivi hiše, drevesa in križa, ki prav tako prerastejo v simbole. Motiv hiše predstavlja bogovčevo brezdomnost. Motiv drevesa je ravno tako znani motiv ekspresionizma, ki je nosilec in simbol življenjskega boja. Od tu tudi pridemo do motiva križa, ki se pokaže v svoji tradicionalni vlogi simbola človekovega trpljenja za izvirni greh.

## Jezik
V pripovedi se prepletajo trije jeziki, slovenščina kot glavni jezik in nemščina ter latinščina kot spremljevalna jezika. Raba obeh tujih jezikov kaže njuno prisotnost v slovenskem zgodovinskem prostoru. Njihova glavna vloga je, da prekinjata zgradbo sporočila v slovenskem jeziku.
Slovenski deli: V slovenskem delu je veliko besed, ki so značilne za slovenski jezik 16. stol. Pisatelj je s tem želel ustvariti večje podoživljanje časa, v katerem se odvija zgodba. V besedilu je veliko ponavljanja besed ali besednih zvez, ki kažejo na dogajanje v človeku; izstopata refren in primere.
Nemški deli: Vsi nemški deli so prečrkovani v latinico, ampak kjub temu grafično izstopajo. Velikokrat nastopijo na začetku ali na koncu dialoga, ki poteka v slovenskem jeziku.
Latinski deli: V pripovedovalčevem delu jih najdemo malo. Največkrat so prevedeni ali sproti razloženi. Z njimi skuša pripovedovalec ustvariti predstavo o dobi, ki jo opisuje.
V dialogih je teh delov veliko več. Tukaj so ti deli znamenja obrednega jezika in kažejo na to, da so ga uporabljale zaprte skupine.

## Sočasna kritika
Josip Vidmar opozarja na drugačnost romana, in sicer s tem, da ugotavlja v njem neskladje med heroično tragičnostjo zgodovinske snovi, tj. propadom slovenskega protestantizma, in njenim neprimernim upovedenjem v romanu, kjer da je v glavnem predstavljena skozi doživljanje ene same, neprimerno izbrane glavne književne osebe. Meni, da v njem ni veličine ne tiste preproste odločnosti, ki je znak zdravih in harmoničnih človečnosti, ne zaupanja v samega sebe. V tej razkrajajoči se in neoživljeni osebnosti je hotel Pregelj predvsem predstaviti propad protestantizma v slovenskih zemljah. Prav tako se mu ne zdi ne plemenito in ne velikodušno, da je Pregelj izbral za predstavnika protestantizma, ki je bilo junaško in ki je imelo v naših krajih težaven politični položaj – slabiča.
Kritik, podpisan samo z začetnico R., pa izhaja s katoliških, torej popolnoma drugačnih idejnih izhodišč. Roman oceni pozitivno, in sicer ob Plebanusu Joanesu za najboljši roman Preglja. V oceni glavne književne osebe oziroma njene upodobitve v romanu pa se oba kritika presenetljivo ujemata. R.-ju je enako kot Vidmarju Jernej Knafelj poosebitev slovenskega protestantskega gibanja, z njegovo upodobitvilo pa je zaradi že omenjenega odnosa do protestantizma v nasprotju z Vidmarjem popolnoma zadovoljen.
Stališči obeh kritikov pričata o tem, da je Pregelj zelo dobro poznal romantični koncept: prelom med poganstvom in krščanstvom, med antiko in srednjim vekom..., junak pa mora biti primeren »heroičnemu« času, ko je »človek nastopal z vso svojo duhovno in telesno energijo«. Ta koncept je Pregelj bistveno preoblikoval in ga uporabil kot osnovo za ekspresionistični roman. Namesto heroičnega junaka je za glavno književno osebo vzel antijunaka, mu dal ime in poklic znanega protestantskega predikanta Jerneja Knaflija in ga postavil v prelomni zgodovinski čas, in sicer v čas preloma med dvema verama. Pravzaprav v ospredju sploh ni človek, temveč predvsem odnos med njim in svetom stvari in pojmov, ki ga grozljivo izrivajo iz njegove v stoletjih pridobljene vloge upravljalca in stvarnika predmetnega sveta.
Tine Debeljak ugotavlja, da je šel v Bogovcu »Pregelj najdlje v duhovnost in idejnost«, da je roman »najtipičnejša naša ekspresionistično-individualistična umetnina«. Prav tako kot prejšnja ocenjevalca meni, da je Jernej Knafelj nedvomno negativen lik. Le ena od Debeljakovih tez – trditev, da gre pri obravnavanem romanu za čisti ekspresionizem – je bila sprejeta s pridržkom in omejitvijo, da gre v romanu verjetneje za mešanje oz. spajanje več različnih stilov. Pojav je razumljiv tako zaradi zelo opaznih baročnih in drugih stilnih prvin v besedilu kot tudi zaradi ukoreninjene miselnosti, da proza, predvsem daljša, ekspresionističnim oblikovalnim težnjam ni ustrezala in je zato ostala »stranski produkt gibanja«; ne nazadnje pa tudi zaradi še vedno veljavnega prepričanja, da gre pri Bogovcu za zgodovinski roman.